# Bergkarlås
Bergkarlås är en småort i Mora socken i Mora kommun.  Bergkarlås ligger mellan Mora och Orsa ett par kilometer bort från Orsasjön.

## Ortnamnet
Ortnamnet skrevs 1440 som (j) Birkekarlaas. Förleden kommer av fornsvenska birkekarlar, som var en inbyggarbeteckning som kommer av birke (björkbestånd). Efterleden ås syftar på byns läge på en bergsträckning. Byns yngre namn, Bergkarlås (tidigast 1843), kan hänga ihop med att byn kallas Berget, och dess inbyggare kallas bergkarlar.

## Befolkningsutveckling
| Befolkningsutvecklingen i Bergkarlås 1965–2015                          | Befolkningsutvecklingen i Bergkarlås 1965–2015 | Befolkningsutvecklingen i Bergkarlås 1965–2015 | Befolkningsutvecklingen i Bergkarlås 1965–2015 | Befolkningsutvecklingen i Bergkarlås 1965–2015 |
| ----------------------------------------------------------------------- | ---------------------------------------------- | ---------------------------------------------- | ---------------------------------------------- | ---------------------------------------------- |
|                                                                         |                                                |                                                |                                                |                                                |
| År                                                                      |                                                |                                                | Folkmängd                                      | Areal (ha)                                     |
| 1965                                                                    | 1965                                           |                                                | 209                                            |                                                |
| 1970                                                                    | 1970                                           |                                                | 205                                            |                                                |
| 1990                                                                    | 1990                                           |                                                | 218                                            | 58                                             |
| 1995                                                                    | 1995                                           |                                                | 178                                            | 64#                                            |
| 2000                                                                    | 2000                                           |                                                | 180                                            | 65#                                            |
| 2005                                                                    | 2005                                           |                                                | 170                                            | 65#                                            |
| 2010                                                                    | 2010                                           |                                                | 187                                            | 65#                                            |
| 2015                                                                    | 2015                                           |                                                | 173                                            | 80#                                            |
| Anm.: Ny tätort 1965. Ej tätort 1975-1990 samt från 1995. # Som småort. |                                                |                                                |                                                |                                                |